# Krstinja
Krstinja is een plaats in de gemeente Vojnić in de Kroatische provincie Karlovac. De plaats telt 99 inwoners (2001).